# Come On, Get In
Come On, Get In è un singolo della cantautrice britannica KT Tunstall, doveva essere il terzo singolo estratto dal suo quarto album in studio Tiger Suit, ma poi venne in seguito sostituita da Glamour Puss e in seguito è stata pubblicata a Natale 2013 come regalo dell'artista.

## Background
Scritta dalla Tunstall, co-scritta da Martin Terefe e prodotta da Jim Abbiss. Il brano ha come tema principale la fine di una relazione, ed è una delle canzoni più importanti dell'album.

## Video musicale
A gennaio 2010, la Tunstalla aveva annunciato sul suo profilo Facebook che stava girando il video musicale per il brano, e che sarebbe stato il prossimo singolo. Tuttavia il video non è mai stato distribuito e il singolo non è mai stato pubblicato.
Il video musicale è stato in seguito pubblicato il 25 dicembre 2013, senza alcun preavviso, come regalo di Natale dell'artista ai suoi fan.
In seguito alla pubblicazione del video, le vendite del singolo e dell'album sono duplicate sia su Amazon che su iTunes.

## Tracce
Download digitale
1. Come On, Get In (Radio Edit) – 3:20

## Posizioni
| Classifica (2010) | Posizione raggiunta | UK Singles Chart | 110 |